# Johanna Carlsson
Johanna Carlsson, född 24 maj 1994, är en svensk friidrottare med specialisering på korta häcken. Hon tog guld i SM i friidrott 2023 på 100 meter häck. Carlsson tävlar för klubben Malmö AI.